# Андріївська сільська рада (Буський район)
| Андріївська сільська рада — орган місцевого самоврядування у Буському районі Львівської області з адміністративним центром у с. Мармузовичі. Історична дата утворення: 1 квітня 1946 року. Водоймища на території, підпорядкованій даній раді: річка Гологірка. Сільській раді підпорядковані населені пункти: - с. Мармузовичі - с. Острівчик-Пильний - с. Петричі |

## Склад ради
Рада складається з 18 депутатів та голови.

### Керівний склад ради
| ПІБ                           | Основні відомості                                                 | Дата обрання | Дата звільнення |
| ----------------------------- | ----------------------------------------------------------------- | ------------ | --------------- |
| Тихоліз Михайло Романович     | Сільський голова, 1963 року народження, освіта, безпартійний      | 26.03.2006   | 31.10.2010      |
| Романів Михайло Володимирович | Сільський голова, 1960 року народження, освіта вища, безпартійний | 31.10.2010   |                 |

Примітка: таблиця складена за даними джерела